# Chaudhry Pervaiz Elahi
Chaudhry Pervaiz Elahi (urdú: چوہدری پرویز الٰہی)  (Gujrat, 1 de novembre de 1945) és un polític pakistanès. És l'actual president del partit Moviment per la Justícia del Pakistan.
Diplomat en gestió industrial per la Watford College of Technology, va ser el viceprimer ministre del Pakistan del juny de 2012 fins al març de 2013. També va fer de ministre en cap de la província del Panjab entre el 2002 i el 2007, càrrec que va renovar catorze anys més tard.
El 2 de juny del 2023, va ser arrestat a Lahore per un cas de presumpta corrupció. Particularment, els càrrecs eren per malversació de milions de rúpies que s'havien de destinar al desenvolupament de Gujrat, la seva ciutat natal. Ell es va declarar innocent davant dels mitjans de comunicació.